# شركة إتش بي
شركة إتش بي (بالإنجليزية: HP Inc.)‏ (المعروفة أيضًا باسم إتش بي (بالإنجليزية: HP)‏) هي شركة أمريكية متعددة الجنسيات لتكنولوجيا المعلومات ومقرها بالو ألتو، كاليفورنيا، الولايات المتحدة. تقوم بتطوير أجهزة الكمبيوتر الشخصية والطابعات واللوازم ذات الصلة، بالإضافة إلى حلول الطباعة ثلاثية الأبعاد.
تم تشكيلها في 1 نوفمبر 2015، وتمت إعادة تسميتها من أقسام الكمبيوتر والطابعات الشخصية التابعة لشركة هيوليت-باكارد الأصلية، حيث أصبحت منتجات منتجات وخدمات الشركات هيوليت-باكارد إنتربرايز. وقد روعي في تقسيم بحيث تغير هيوليت-باكارد اسمها إلى شركة إتش بي و نسجتها هيوليت-باكارد المؤسسة كشركة جديدة للتداول العام. تحتفظ شركة إتش بي بسجل أسعار أسهم شركة هيوليت-باكارد لما قبل عام 2015 ورمز مؤشر أسهمها السابق، إتش بي كيو، بينما تتداول شركة هيوليت-باكارد إنتربرايز تحت رمزها الخاص، إتش بي إي.
و هي مدرجة في بورصة نيويورك وهي مكون من مؤشر إس & بي 500. إنها أكبر بائع كمبيوتر شخصي في العالم من حيث مبيعات الوحدات، حيث استعادت مكانتها في عام 2017 منذ أن استحوذت عليها لينوفو في عام 2013. احتلت إتش بي المرتبة 58 في قائمة 2018 فريتشن 500 لأكبر الشركات في الولايات المتحدة من حيث إجمالي الإيرادات.

## روابط خارجية
- الموقع الرسمي